# HD 73267 b
HD 73267 b es un planeta extrasolar que se encuentra aproximadamente a 179 años luz en la constelación de Brújula, orbitando la estrella de tipo G HD 73267,de la secuencia principal. Este planeta orbita a una distancia de 2,198 UA y su periodo de revolución es de 1260 días. Su masa equivale a 3 masas jovianas.
Este planeta fue descubierto el 26 de octubre de 2008 por Moutou et al. desde el observatorio de La Silla (Chile), usando el método de la velocidad radial.